# 益田遇所
益田 遇所（ますだ ぐうしょ、男性、寛政9年（1797年） - 安政7年3月16日（1860年4月6日））は、江戸時代後期に江戸で活躍した日本の篆刻家である。
本姓は山口氏であったが益田家の養子となる。名は粛、字は士敬、遇所は号で別号に浄碧居がある。江戸の人。

## 略伝
幼いうちから長橋東原について書を学び、また経学を好んだ。この頃、東嶺と号している。次に益田勤斎に入門し篆刻を学ぶ。勤斎門下で抜きんでて技量が優れていた。天保4年（1833年）に勤斎が没するが継嗣がなく親戚らが協議して遇所を養子に迎え入れて跡を継がせた。盛名が高まり名士がこぞってその印を求めた。安政4年（1857年）と安政6年（1859年）には幕府の名を受けて印を刻し賞賜を授かっている。江戸下谷和泉通り付近に居宅があった。門弟には中井敬所が育ち、子の香遠が家業を引き継いでいる。
作風は高芙蓉の古体派であったが、独自の作風を加えて新味を出し、号に因んで浄碧居派と称している。常日ごろから『蘇氏印略』や『秦漢印存』などの印譜を範としていた。